# José Leocadio de Llona y Rivera
José Leocadio de Llona y Rivera (Guayaquil, 1797-Lima, siglo XIX) fue un político ecuatoriano.

## Biografía
Nacido en la ciudad de Guayaquil, hijo de Manuel de Llona y Arechaga natural de Vizcaya, alcalde ordinario de esta ciudad y de la señora Leonor de Rivera y Víñas natural de Palenque en la actual provincia de Los Ríos. Notable abogado y prócer de la independencia de Guayaquil junto a su hermano Manuel de Llona y Rivera. Fue Secretario de Guerra en la Junta Militar formada el 14 de octubre de 1820 y miembro de Junta de Sanidad. Fue el mayor de los partidarios a la anexión de la Provincia Libre de Guayaquil a la Gran Colombia. En julio de 1822 constaba como representante de Jipijapa en el Colegio Electoral dando su voto para la incorporación.  
En 1818 estuvo entre los perseguidos por el gobernador colonial Juan Manuel de Mendiburu y Medrano por sus ideales patrióticos. En la madrugada del 9 de octubre de 1820 salió a las calles y llevó un gran número de vecinos al edificio del Cabildo en donde a las 10 de la mañana se declaró la independencia firmando así el acta abierta. Hizo estrecha amistad con el general Antonio José de Sucre volviéndose activista del partido bolivariano. Su ferviente admiración al Libertador lo hizo cometer un grave error al participar en el acto de arriar el pabellón bicolor de Guayaquil independiente del Malecón para izar la tricolor de colombiana. El vecindario jamás le perdonó semejante acto. Vivió junto a su esposa colombiana doña Mercedes en su quinta ubicada en la esquina suroeste de Luque y Chile. Fue senador por la provincia del Guayas en los primeros años de existencia del Ecuador, además gran partidario del general Juan José Flores. Al asumir la presidente en 1835 Vicente Rocafuerte tuvo que exiliarse en Cali. Por largo tiempo vivió en Colombia para luego trasladarse a Lima en donde falleció.
Fue su hijo el ilustre poeta y director de la Biblioteca Municipal de Guayaquil Numa Pompilio Llona.

## Matrimonios y descendencia
Casado en 1822 con Antonia de Marcos y Crespo del cual tuvieron un hijo llamado Francisco de Llona y Marcos cura presbítero en Daule y Tercer Capellán del Coro de la Catedral de Guayaquil. Luego con María Mercedes Echeverri y Llanos natural de Cali tuvo al prestigioso poeta Numa Pompilio Llona.